# Meryta lucida
Meryta lucida là một loài thực vật thuộc họ Araliaceae. Đây là loài đặc hữu của Polynésie thuộc Pháp.